# العائلة الإمبراطورية البرازيلية

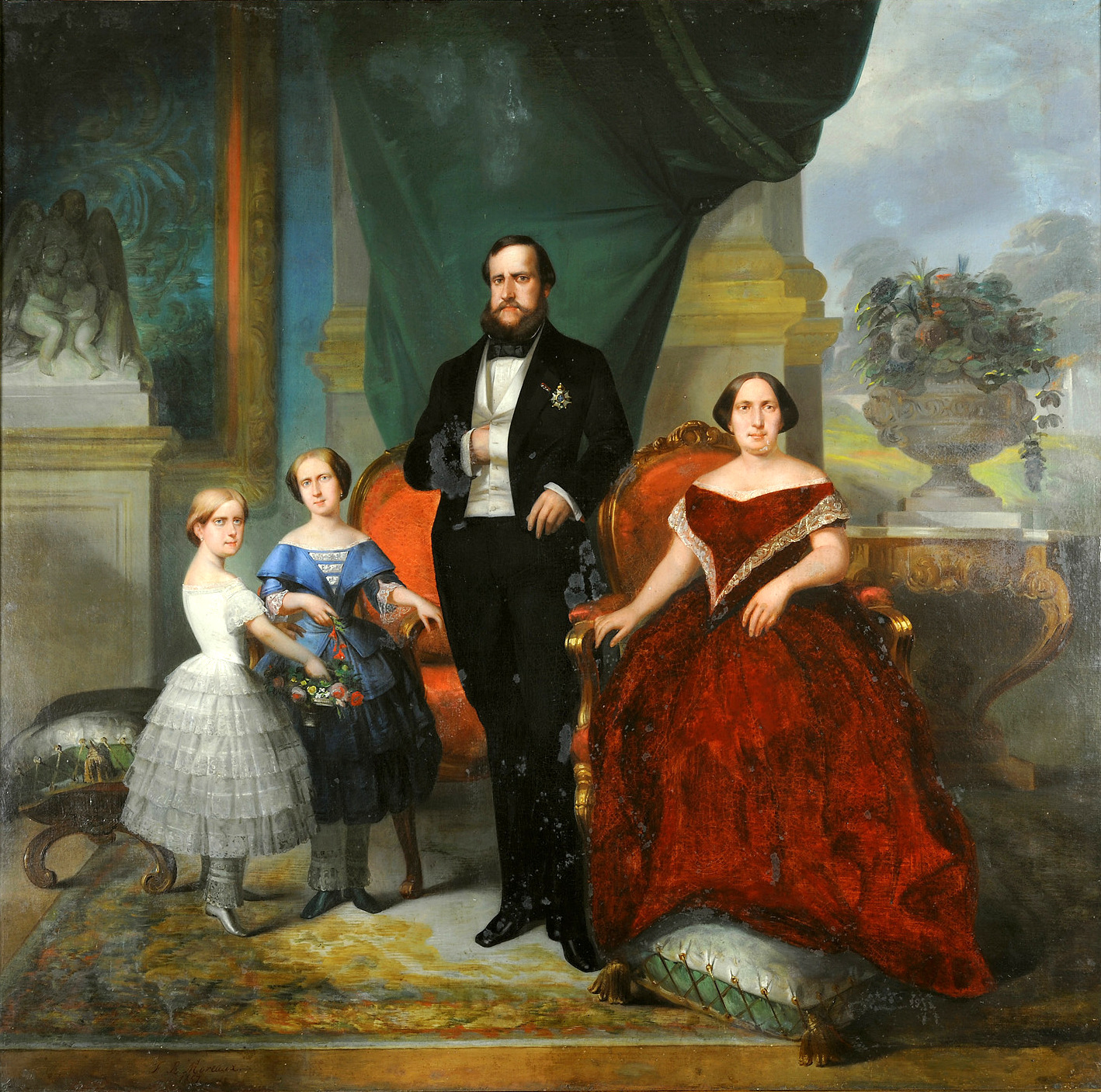
بيدرو الثاني، إمبراطور البرازيل، مع زوجته تيريزا كريستينا وابنتيهما إيزابيل (بالثوب الأزرق) وليوبولدينا، 1857

العائلة الإمبراطورية البرازيلية (البرتغالية البرازيلية: Casa Imperial Brasileira) هي سلالة برازيلية من أصل برتغالي حكمت الإمبراطورية البرازيلية من عام 1822 وحتى عام 1889، منذ عهد الأمير الملكي دوم بيدرو من براغانزا (الذي عرف فيما بعد باسم الإمبراطور بيدرو الأول). أُعلن استقلال البرازيل على يد دوم بيدرو الثاني، قبل أن يطيح به الانقلاب العسكري الذي وقع في 15 نوفمبر من عام 1889 والذي نتج عنه إعلان الجمهورية بدلًا من الخلافة.
ينحدر أفراد الأسرة من نسل الإمبراطور بيدرو الأول. وينحدر المطالبون برئاسة الإرث الإمبراطوري البرازيلي ما بعد الملكية من الإمبراطور بيدرو الثاني، بما في ذلك كبار العشائر من النسلين المنحدرين من بيت أورليانز براغانزا؛ أو ما يعرف بنسلي بتروبوليس وفاسوراس. الأمير بيدرو كارلوس من أورليانز-براغانزا (من مواليد 1945) يرأس نسل بتروبوليس، في حين أن نسل فاسوراس يرأسه أبن عمه الثاني، برتراند من أورليان-براغانزا.

## التاريخ

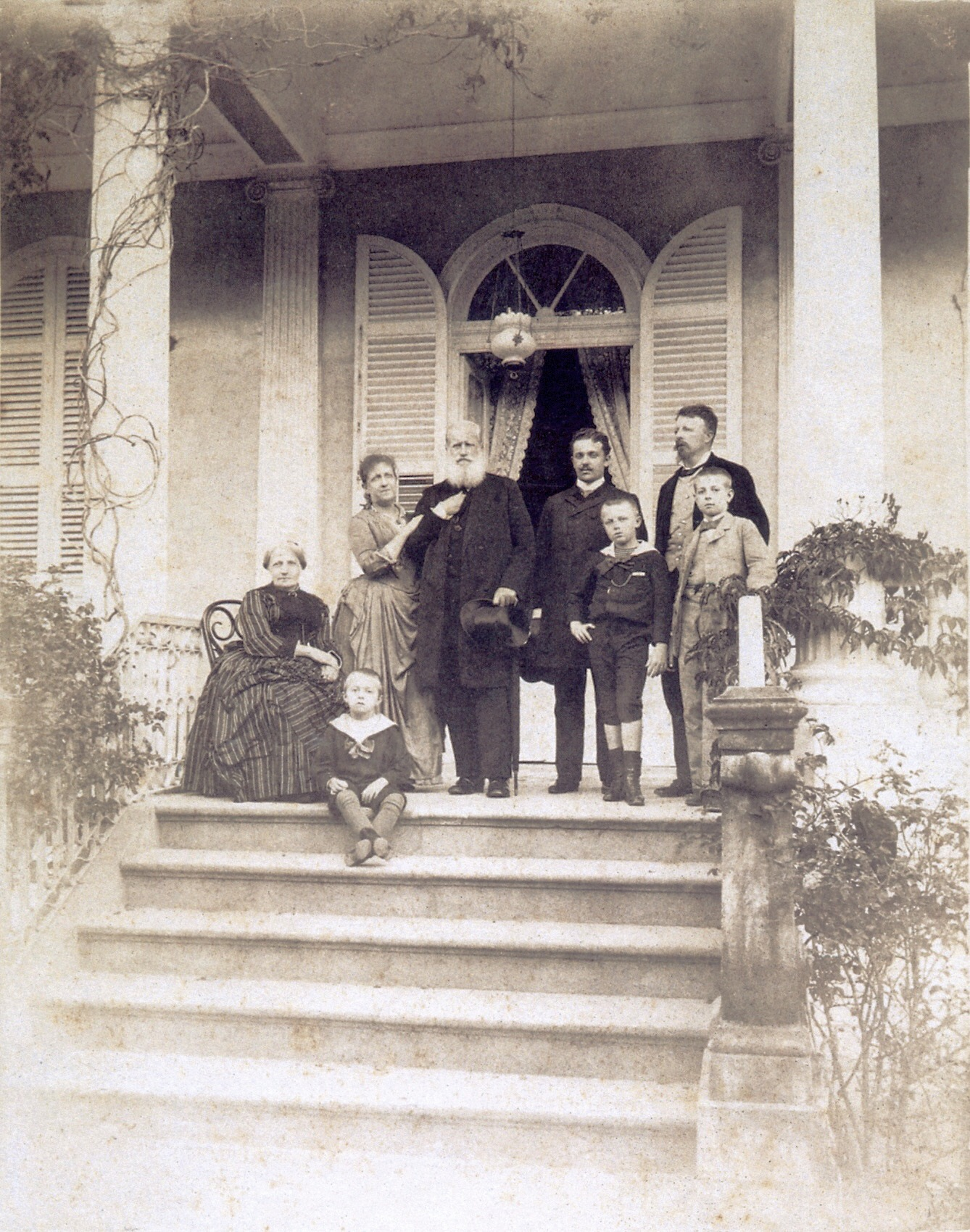
الصورة الأخيرة للعائلة الإمبراطورية الحاكمة في البرازيل عام 1889

أسسها بيدرو براغانزا، حتى ذلك الحين الأمير الملكي للمملكة المتحدة للبرتغال والبرازيل والغارف، عضو في بيت براغانزا، الوريث الواضح للعرش البرتغالي وممثل الملك في مملكة البرازيل بصفته الأمير الوصي، كان البيت الإمبراطوري البرازيلي صاحب سيادة اعتبارًا من 7 سبتمبر 1822، عندما أعلن الأمير بيدرو استقلال مملكة البرازيل عن المملكة المتحدة للبرتغال والبرازيل والغارف، وعين لاحقًا إمبراطورًا للبرازيل في 12 أكتوبر من نفس العام حتى 15 نوفمبر 1889، قبل وقوع الانقلاب العسكري الذي صدر فيه إعلان الجمهورية البرازيلية الذي أطاح بالنظام الملكي.